# At (Unix)

在类Unix 操作系统上，at命令用于在当前系统时间后的某个时刻，执行某个命令一次。更确切的说，at命令从标准输入读取一系列命令，把它们收集成一个计划任务，在此后的某个时刻执行。这个任务仍使用当前的环境，并在与计划制定时相同的工作目录和环境变量里执行。
它和cron不同，后者用于定期运行，比如每个小时、每天、每个礼拜三或每年的某个日子执行。但和cron相似，许多Unix系统的管理员会限制at命令的使用。
at可用于在用户的计划任务完成后发送电子邮件进行通知，可以执行多个排队的任务，也可以从文件而非标准输入读取一系列任务来执行。比如，可以使用以下命令，在一月十四日上午11：45编译一个C语言程序：
```
 
$
 
echo
 
"cc -o foo foo.c"
 
|
 
at
 
1145
 
jan
 
14

```

或
```
 
$
 
at
 
1145
 
jan
 
14

 
at>
 
cc
 
-o
 
foo
 
foo.c

 
at>
 
^D
 
#（光标在行首时使用Control-D退出任务编辑状态）

```

atq命令列出当前队列里的任务，atrm命令则从队列里删除任务：
```
 
$
 
atq

1234
 
2011
-08-12
 
11
:45
 
cc
 
-o
 
foo
 
foo.c
 
user

 
$
 
atrm
 
1234
 

 
$
 
atq

 
$

```

某些类Unix操作系统使用守护进程atd在后台定期检查任务列表，以在计划的时刻执行at命令的任务。
batch命令可代替at命令，在系统负载低于指定值的时候执行任务。
Windows NT/2000/XP/7也有一个类似cron的at命令，但已逐渐被计划任务代替。